# Atakapa (jezik)
Jezik Atakapa je bil jezikovni izolat, ki so ga nekoč govorili ob obali Louisiane in vzhodnega Teksasa in naj bi izumrl sredi 20. stoletja. Govorila so ga razne skupine Atakapa Indijancev, pravi Atakapa, Bidai, Akokisa, Opelousa...
John R. Swanton je leta 1919 predlagal jezikovno družino Tunican, ki bi vključevala plemena Atakapa, Tunica in Chitimacha. Mary Haas je to kasneje razširila v hipotetično "jezikovno družino Gulf" ali "Zalivska jezikovna družina" z dodatkom muskogeanskih jezikov. Od leta 2001 jezikoslovci na splošno ne menijo, da so te predlagane družine dokazane.
Podobnosti med jezikoma Atakapa in Chitimacha so vsaj delno pripisane obdobjem "intenzivnega stika [med govorci obeh jezikov] zaradi njune geografske bližine".

## Narečja
Po Swantonu (1929) in Goddardu (1996) bi lahko jezik Atakapa razvrstili v vzhodne in zahodne različice. Vzhodni jezik Atakapa je znan iz francosko-atakapovskega glosarja z 287 vnosi, ki ga je leta 1802 sestavil Martin Duralde. Govorci, ki jih je intervjuval Duralde, so živeli v najvzhodnejšem delu ozemlja Atakapa, okoli Poste des Attakapas (danes Saint Martinville).
Zahodni jezik Atakapa je od obeh različic bolje potrjen. Leta 1885 je Albert Gatschet zbral besede, stavke in besedila dveh maternih govorcev jezika Atakapa, Louisona Huntingtona in Delilah Moss v Lake Charles, Louisiana. John R. Swanton je v bližini jezera Charles sodeloval z dvema govorcema: Teetom Verdineom leta 1907 in Armojeanom Reonom leta 1908. Poleg tega je leta 1721 Jean Béranger zbral majhen besednjak od ujetih govorcev v zalivu Galveston. John R. Swanton je trdil, da Bérangerjev besednjak predstavlja jezik Akokisa, ki ga govori ljudstvo, ki je živelo nekoliko v notranjosti od zaliva Galveston. Za njegovo trditev je malo dokazov.

## Zunanj epovezave
- A Dictionary of the Atakapa Language by Albert S. Gatschet and John R. Swanton, hosted by the Portal to Texas History
- John Reed Swanton (1919). A structural and lexical comparison of the Tunica, Chitimacha, and Atakapa languages. Govt. Printing Office. Pridobljeno 25. avgusta 2012.
- Atakapa-Ishak Nation
- Atakapa Indian Language